# Internationales Institut für empirische Sozialökonomie
Das Internationale Institut für Empirische Sozialökonomie (INIFES) ist ein sozioökonomisches Institut in Stadtbergen (Landkreis Augsburg).

## Geschichte
Das Institut wurde in der Rechtsform einer gemeinnützigen GmbH im Jahr 1975 von Martin Pfaff und Anita Bose-Pfaff gegründet. Direktor war von 1987 bis 2020 Ernst Kistler.

## Aufgaben
Die Aufgabenstellung des Instituts ist in der Satzung wie folgt festgelegt: „Das Institut hat die Aufgabe, die Praxis der Wirtschafts- und Gesellschaftspolitik durch neue Erkenntnisse der interdisziplinären Forschung zu unterstützen.“ Gegenstand der Arbeit ist daher die Durchführung von Forschungsprojekten und die Erstellung von Gutachten sowie die Begleitung betrieblicher, gesundheitsökonomischer, sozialpolitischer oder arbeitsmarktbezogener Gestaltungsvorhaben.

## Finanzierung
Das Institut finanziert sich ausschließlich durch Forschungsaufträge von Ministerien, Behörden, Landkreisen und Kommunen, nationalen und internationalen Organisationen, Verbänden sowie Stiftungen.